# Jean-René Germanier

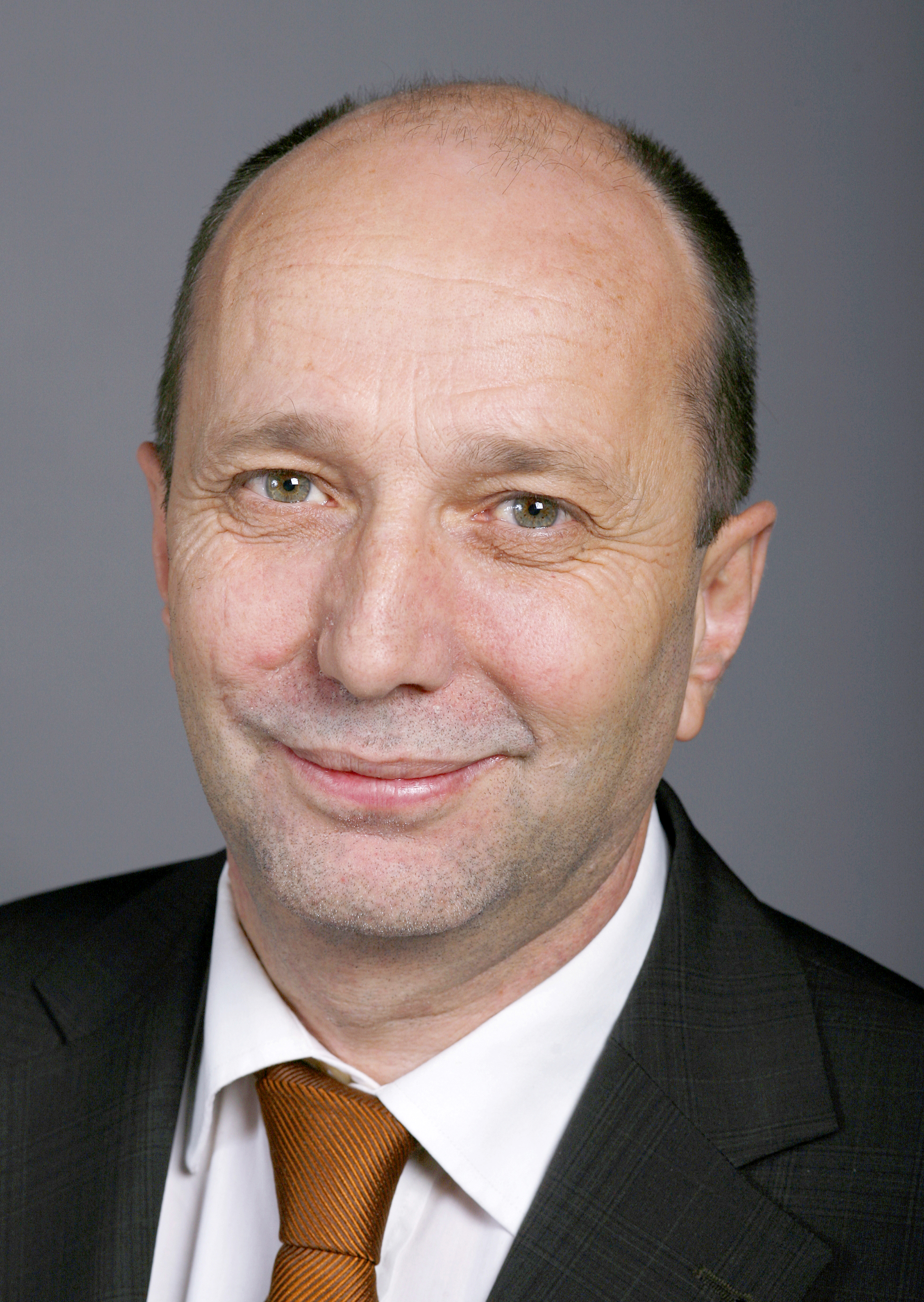
Jean-René Germanier

Jean-René Germanier (* 18. Dezember 1958 in Sion) ist ein Schweizer Politiker (FDP).
Bei den Wahlen 2003 wurde er als Vertreter des Kantons Wallis in den Nationalrat gewählt. Dort war er Mitglied der Kommission für Verkehr und Fernmeldewesen. 2008 wurde er in die Verwaltung des Migros-Genossenschafts-Bundes gewählt, wo er aufgrund der Amtszeitbeschränkung per Ende Juni 2024 ausscheidet. Germanier wurde für das Parlamentsjahr 2010/2011 zum Nationalratspräsidenten gewählt.
Bei den Parlamentswahlen 2015 wurde er von seinem jungen Parteikollegen Philippe Nantermod überflügelt und verlor so seinen Nationalratssitz.
Germanier ist Önologe und Winzer. Er wohnt in Vétroz und ist Vater eines Kindes. In der Schweizer Armee bekleidete er den Grad eines Korporals.